# شاندور کالوش
شاندور کالوش (روسی: Шандор Эрнестович Каллош؛ زادهٔ ۲۳ اکتبر ۱۹۳۵) آهنگساز مجارستانی‌تبار اهل اوکراین است.
از فیلم‌ها یا مجموعه‌های تلویزیونی که وی در آن‌ها نقش داشته است، می‌توان به تاری، پرنده کوچک اشاره نمود.